# Helluonidius latipennis
Helluonidius latipennis is een keversoort uit de familie van de loopkevers (Carabidae). De wetenschappelijke naam van de soort is voor het eerst geldig gepubliceerd in 1887 door W.J.Macleay.